# Foliate
FoliateはLinuxで電子書籍を読むための自由かつオープンソースのアプリケーションである。英語で Foliate は葉のような形を意味する形容詞であり、ラテン語の  foliatus に由来する。

## 特徴
Foliateは電子書籍リーダー機能に重点を置いているが、専用のライブラリビューで書籍管理もサポートしている 。EPUBやMobipocket、.azwなど、リフロー可能なドキュメントをサポートしている。PDFはサポートしているが、固定レイアウトのフォーマットはサポートしていない。
カスタマイズ可能でテーマベースのユーザインタフェースは電子書籍端末から着想を得ている。GNOME標準に準拠しており、様々な画面フォーマットに自動的に適応するなど、気が散ることなく読書できるように合理化されている。書籍は、画面サイズに応じて2ページまたは1ページでページ分けされたビューか、スクロールビューで表示される。書体や間隔/余白、明るさ、サイズ/ズームなどはカスタマイズ可能である。
一部のウィジェットは自動的にフェードアウトし非表示になるが、基本的な操作はページまたは矢印キーをクリックすることでも可能である。また、トグル可能なサイドバーや、章ごとの目印がある進行状況スライダーがあり、読書時間の目安も表示できる。さらに、ピンチズームなどのマルチタッチジェスチャーにも対応しており、全画面モードを有効にすることもできる。
Foliateでは、プロジェクト・グーテンベルク、Standard Ebooks、FeedbooksのOPDSフィードを閲覧でき、これらのソースからロイヤリティフリーの電子書籍を自動的にダウンロードできる。また、他のOPDSソースを手動で追加することもできる。
Foliate は、eSpeak、eSpeakNG、またはFestival Speech Synthesis Systemを使用した音声合成をサポートしているが、言語の自動検出は行われない。FoliateでGoogleのテキスト読み上げサービスを使用することもできる。全文検索（注釈も含む）、単語検索 （WikipediaおよびWiktionaryまたはdictインターフェース経由のオフライン辞書）、およびGoogle翻訳の組み込みが可能である。
Foliateは、書籍ごとに1つのJSONファイルを使用し、読書の進行状況、ブックマーク、注釈をディレクトリに保存する。これらは他のデバイスと同期できるが、他の読書ソフトウェアではすぐには機能しない形式を使用している。注釈のスペルミスをチェックし、Markdownとしてエクスポートすることもできる。電子書籍を電子書籍端末と同期することはできない。

## 技術
FoliateはJavaScriptで書かれており、JavaScriptインタープリタGJS、epub.jsライブラリ、レンダリング エンジンWebKit、およびユーザインターフェイス用の GTK4に基づいている。注釈のスペル チェックにgspellを使用することもできる。Kindle 形式 (mobi、azwX) のサポートは、バージョン 3.0.0 までは Python モジュールに基づいていた。
バージョン3.0.0では、GTK4とLibAdwaitaのサポートが追加された。これは2023年11月にリリースされ、アプリが完全に書き直された。このアップデートで、独自の電子書籍パーサーとレンダラーも追加された。

## 配布
Foliateは自由ソフトウェアとして公開されており、GPLv3+でライセンスされている。2019年5月26日にGitHubで初めて公開された。バイナリファイルは主にFlathub経由でFlatpakパッケージとして配布されており、主要なLinuxディストリビューションにインストールできる。
Foliateは、Fedora、Arch、OpenSUSE など、いくつかのディストリビューションのデフォルトのソフトウェアリポジトリに含まれている。 さらに、Snap Storeから入手できるSnapパッケージと、Debianベースのディストリビューション用の.debファイルがあり、Ubuntuなどのパーソナルパッケージアーカイブ経由でインストールおよび更新することができる。また、TermuxとVNCを使用してAndroid端末にインストールすることもできる。

## 参考
- Das, Ankush (2020年4月13日). “Foliate: A Modern eBook Reader App for Linux”. It's FOSS. 2020年5月25日閲覧。
- Langner, Christoph (2019年12月). “Tutorial – Foliate”. Linux Magazine. 2020年5月25日閲覧。
- Sneddon, Joey (2019年5月30日). “Foliate is an Epic eBook Reader for Linux Desktops (Updated)”. OMG! Ubuntu!. 2020年5月25日閲覧。